# 3930 Vasilev
3930 Vasilev је астероид главног астероидног појаса са средњом удаљеношћу од Сунца која износи 3,125 астрономских јединица (АЈ).
Апсолутна магнитуда астероида је 12,3.